# Joan Solana i Figueras
Joan Solana i Figueras (Banyoles, Pla de l'Estany, 1951) és un escriptor i polític català. És exprofessor de literatura a l'IES Pere Alsius de Banyoles. Exmilitant del PSC, va ser alcalde de Banyoles de 1991 a 1999 per la candidatura independent Plataforma Progressista de les Comarques Gironines. Durant els Jocs Olímpics d'Estiu 1992 va mantenir una especial relació amb Pasqual Maragall, quan la capital del Pla de l'Estany va ser subseu olímpica. El 2001 va guanyar el Premi Josep Ametller de Teatre, el 2003 el Premi Octubre de teatre i el 2006 el Premi Ciutat de Badalona de Novel·la. El 2004 va dirigir els Serveis Territorials de Cultura a Girona. Va ser membre de Platadrama (Plataforma de Dramatúrgia de les Comarques Gironines) des de 2009 fins a 2016. El 2012 és un dels impulsors de la plataforma Nova Esquerra Catalana.

## Obres

### Narració
- L'Ombra de Cain (2006)

### Assaig
- Erundino Sanz Sánchez: aproximació biogràfica (2001)
- El negre de Banyoles: la història d'una polèmica internacional (2001)

### Teatre
- Els malentesos. Comèdia musical en dos actes (1997)
- Edith i Sara (2002)
- Ulls de bruixa (2004)
- Temps mort (2006)
- El somni del crepuscle (2010)
- Axolots (2011)
- Queros, en el món subterrani (2012), Dins els Diàlegs a quatre bandes, produïts per Platadedrama.[5]
- Després del límit (2015)
- El cant dls joves nàufrags (2015)
- Al llindar de l'oblit (2018)